# Kanton Lille-Centre
Kanton Lille-Centre (francouzsky Canton de Lille-Centre) je francouzský kanton v departementu Nord v regionu Nord-Pas-de-Calais. Tvoří ho pouze centrální část města Lille.